# Gordon Fee
Gordon Donald Fee (Ashland, 23 de maio de 1934 — Nova Iorque, 25 de outubro de 2022) foi um teólogo pentecostal arminiano, conservador e estudioso do Novo Testamento, e também ministro ordenado da Assembleia de Deus nos EUA. Após ensinar brevemente no Wheaton College em Illinois, ensinou Gordon-Conwell Theological Seminary em South Hamilton, Massachusetts até 1986. Ele em seguida foi para o Regent College em Vancouver, Canadá onde é agora Professor Emeritus. Ele também serviu no quadro consultivo do Instituto Internacional para Estudos Cristãos. Fee recebeu sua graduação de B.A. e M.A. do Seattle Pacific University e seu Ph.D. da University of Southern California.

## Obras
- The First Epistle to the Corinthians, NICNT 1987, 904 páginas. ISBN 978-0-8028-2507-0
- Paul's Letter to the Philippians, NICNT, 1995, 543 páginas. ISBN 978-0-8028-2511-7
- The First and Second Letter to the Thessalonians, NICNT, 2009, 400 páginas. ISBN 978-0-8028-6362-1
- 1 and 2 Timothy, Titus, NICNT, 1988, 332 páginas. ISBN 0-943575-10-9
- New Testament Exegesis: A Handbook for Students and Pastors 2002 ISBN 0-664-22316-8

## Obras traduzidas em português
- Exegese? Para quê?: 21 Estudos textuais, exegéticos e teológicos do Novo Testamento; 2019, CPAD, 414 páginas.
- 1 Coríntios: Comentário Exegético; 2019, Edições Vida Nova, 1168 páginas.
- Jesus, o Senhor, Segundo o Apóstolo Paulo: Uma Síntese Teológica; 2020, CPAD, 305 páginas.
- Entendes o que lês?; 2011, Edições Vida Nova, 336 páginas.
- Como ler a Bíblia livro por livro; 2019, Thomas Nelson Brasil, 480 páginas.
- Paulo, o Espírito e o povo de Deus; 2016, Edições Vida Nova, 368 páginas.
- Manual de Exegese Bíblica; Fee, Gordon D.; Stuart, Douglas,  2012 (1ª edição), Edições Vida Nova, 377 páginas.